# Quitman, Mississippi
Quitman là một thành phố thuộc quận Clarke, tiểu bang Mississippi, Hoa Kỳ. Năm 2010, dân số của thành phố này là 2 323 người.

## Dân số
- Dân số năm 2000: 2 463 người.
- Dân số năm 2010: 2 323 người.